# Sephadex
Sephadex (separation Pharmacia dextran) è un marchio registrato di resine polimeriche di destrano per gel filtrazione di molecole, lanciato nel 1959 da Pharmacia AB in seguito al lavoro di sviluppo svolto da Jerker Porath e Per Flodin. Sephadex si presenta sotto forma di microsfere di diametro variabile compreso fra 20-300 µm. In ciascuna sfera, le catene di destrano sono funzionalizzate con gruppi ionici legati tramite legami eterei alle unità di glucosio e una fitta rete tridimensionale viene ottenuta tramite cross-linking delle catene polisaccaridiche. Variando il livello di cross-linking si influenzano le proprietà risolutive della resina ottenuta.

## Applicazioni
Sephadex è usata per separare molecole con basso e alto peso molecolare. Sephadex è un'alternativa più veloce della dialisi, comporta una minore diluizione del campione e assicura una resa maggiore. Durante la preparazione di macromolecole, Sephadex può essere usata per cambiare il buffer o per rimuovere piccole molecole, come per esempio anfoliti, detergenti, label o fenolo (durante la purificazione del DNA).